# Militärverdienstkreuz (Spanien)

Militärverdienstkreuz in allen vier Farben

Das Militärverdienstkreuz (spanisch Cruz del Mérito Militar) wurde am 3. August 1864 als Militär-Verdienstorden (spanisch Orden del Mérito Militar) durch Königin Isabella II. von Spanien gestiftet und ist zur Auszeichnung von Offizieren gedacht, die sich im Spanischen Heer durch besondere Verdienste hervorgehoben haben. Der Orden sollte teilweise an die Stelle der Orden des heiligen Ferdinands, Karls III. und Isabellas der Katholischen treten, wenn der Auszuzeichnende schon für militärische Verdienste einen dieser Orden erhalten hatten. 1995 erhielt die Auszeichnung seinen heutigen Namen.

## Ordensklassen

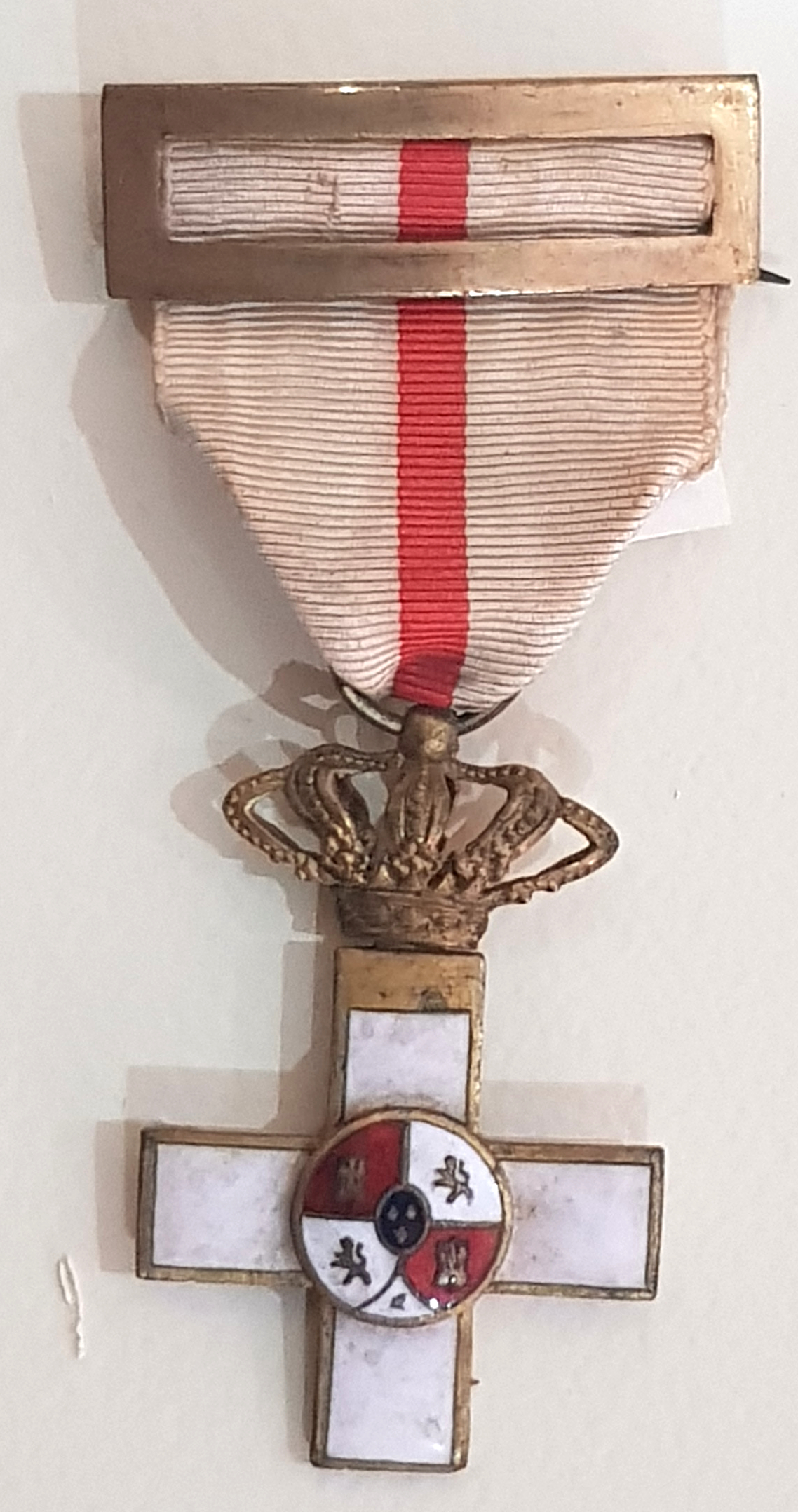
I. Klasse, distintivo blanco, die niedrigste Stufe, in der Ausführung 1868.

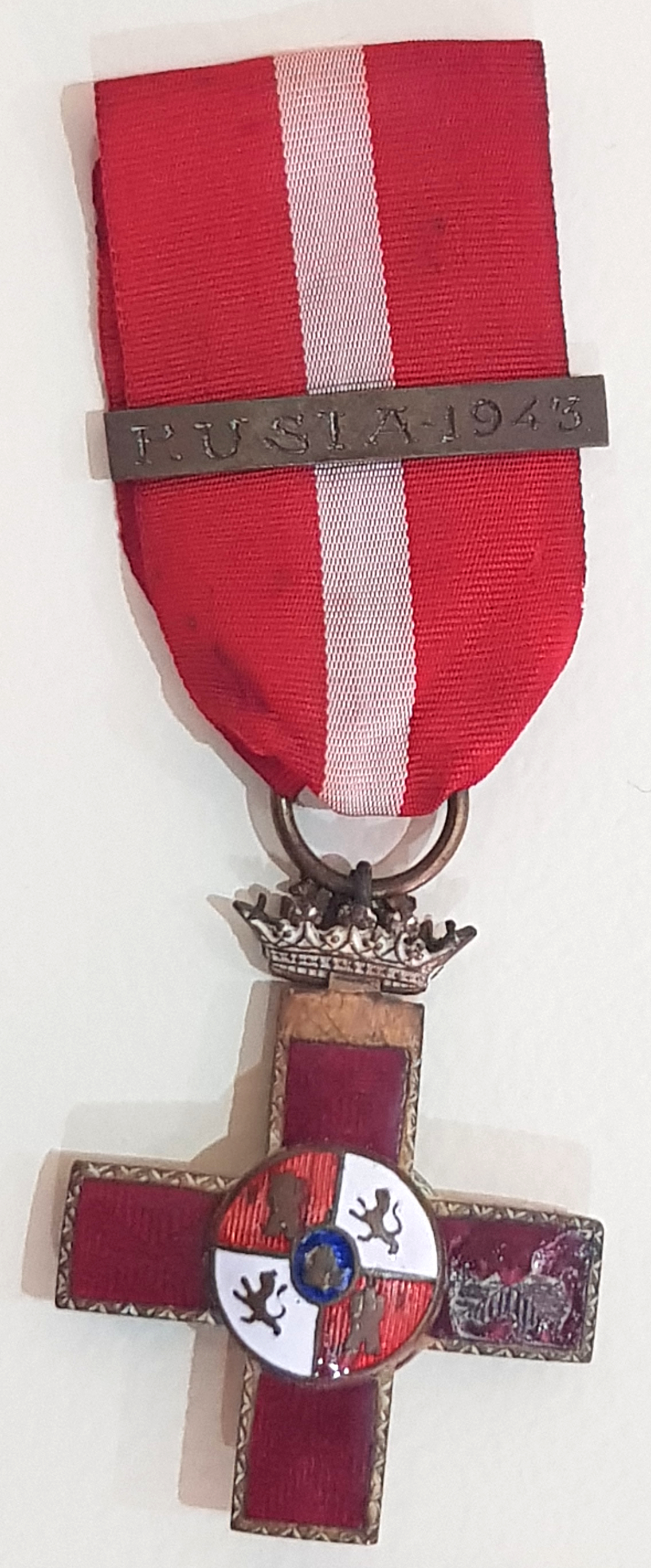
Cruz mit der höchsten Stufe distintivo rojo, in der Ausführung 1941 mit Rußlandspange 1943.

Der Verdienstorden wurde in vier Klassen gestiftet:
- IV. Klasse (Großkreuz) für Offiziere, die bereits die III. Klasse innehaben.
- III. Klasse für Brigadekommandeure, Generalleutnante und Generalkapitäne,
- II. Klasse für Stabsoffiziere,
- I. Klasse für Kadetten, Leutnante und Hauptleute

Das Verdienstkreuz wird heute nur noch in zwei Klassen (Großkreuz und Kreuz) und in vier Auszeichnungsstufen (spanisch distintivos, rot, weiß, blau und gelb) verliehen.
Das Militärverdienstkreuz mit der roten Auszeichnung (con distintivo rojo) wird verliehen für Mut, Taten oder Dienste während eines bewaffneten Konflikts oder militärischer Operationen, die den Einsatz von Waffengewalt einschließen oder einschließen können und erhebliche militärische oder Führungsfähigkeiten erfordern. Seit 2007 kann sie auch für heldenhafte Taten während einer Auslandsmission und für Soldaten, die während einer solchen Mission gefallen sind, verliehen werden.
Mit der blauen Auszeichnung (con distintivo azul) wird es verliehen für Handlungen, Ereignisse oder außergewöhnliche Leistungen, einschließlich Operationen im Rahmen eines UN-Mandats oder anderer internationaler Organisationen.
Mit der gelben Auszeichnung (con distintivo amarillo) wird es verliehen für Handlungen, Taten oder Dienste, die mit einem hohen persönlichen Risiko verbunden sind, sowie in Fällen von schwerer Verletzung oder Tod infolge solcher Handlungen oder Dienste.
Mit der weißen Auszeichnung (con distintivo blanco) wird es verliehen für Handlungen, Taten oder herausragende Dienste bei Missionen oder ordentlichen oder außerordentlichen Diensten in den Streitkräften oder im Zusammenhang mit der Verteidigung des Landes.

## Ordensdekoration
Das Ordenszeichen ist ein emailliertes Kreuz mit goldener Einfassung. Für Auszeichnungen für Kriegsverdienste ist das Kreuz in rotem Emaille, sonst in weiß für Verdienste in Friedenszeiten. In der Mitte ist ein goldgerandetes rundes Medaillon, das auf dem Avers das Wappen Spaniens und im Revers die Initialen der Stifterin I R (Isabella Regina) zeigt. Über dem Kreuz liegt die goldene Königskrone auf einem goldenen Rechteck, das am oberen Kreuzarm befestigt ist. In diesem Viereck ist der Verleihungstag und das Verdienst eingefügt. Diese beschriebene Form ist für die I. Klasse gedacht. Für die II. Klasse ist das Kreuz auf einem silbernen Stern mit acht brillantierten Strahlen aufgesetzt. Zusätzlich sind in den Kreuzwinkeln je eine goldene Lilie befestigt. Die III. Klasse hat einen größeren Stern und die Strahlen sind golden. Die Großkreuzträger trugen das Kreuz der I. Klasse an der Schärpe und an der Brust die Auszeichnungsform der III. Klasse, wobei das Rechteck unter der Krone in Silber ist.
| Großkreuz – Rote Auszeichnung | Großkreuz – Blaue Auszeichnung | Großkreuz – Gelbe Auszeichnung | Großkreuz – Weiße Auszeichnung |
| Kreuz – Rote Auszeichnung     | Kreuz – Blaue Auszeichnung     | Kreuz – Gelbe Auszeichnung     | Kreuz – Weiße Auszeichnung     |

## Trageweise
Das Ordensband ist für rotemaillierte Kreuze in Rot mit breitem weißen Streifen in der Bandmitte. Das weißemaillierten Kreuz hat ein weißes Band mit einem roten Mittelstreifen (Farbwechsel). Das Kreuz wird am Band auf der linken Brust getragen, das Großkreuz am Schulterband von der rechten Schulter zur linken Hüfte.